# St. Nikolaus (Klixbüll)
| St.-Nikolaus-Kirche Klixbüll | St.-Nikolaus-Kirche Klixbüll      |
| ---------------------------- | --------------------------------- |
| Foto                         |                                   |
| Adresse                      | Klixbüll, Bosbüller Straße        |
| Konfession                   | evangelisch-lutherisch            |
| Gemeinde                     | Kirchengemeinde Braderup-Klixbüll |
| Aktuelle Nutzung             | Gemeindekirche                    |
| Gebäude                      |                                   |
| Turmbau                      | 1699                              |
| Stil                         | frühgotisch                       |

St. Nikolaus ist eine evangelisch-lutherische Kirche in Klixbüll im Kreis Nordfriesland in Schleswig-Holstein. Sie liegt auf einem Hügel etwas abseits des Dorfes neben dem ältesten Gebäude des Dorfes, dem Kern des ehemaligen Gutes Klixbüllhof. Sie gehört zusammen mit der Kirche von Braderup zur Kirchengemeinde Braderup-Klixbüll in der Nordkirche.

## Geschichte
Die Klixbüller Kirche wurde erstmals erwähnt im Kirchenregister von 1240. Sie ist dem Heiligen Nikolaus von Myra geweiht. Der erste Bau ging in einer Sturmflut unter.
Der heutige frühgotische Backsteinbau mit eingezogenem Kastenchor entstand wohl im 13. Jahrhundert, zunächst als Filiale von Leck. Ursprünglich eine halbe Kreuzkirche, wurde der Anbau 1832 abgebrochen und durch eine Emporenkirche ersetzt. Um 1460 war sie eine der Hauptkirchen der Karrharde.
1699 erhielt die Kirche einen vierkantigen barocken Turm mit Satteldach. Um dieselbe Zeit wurden die kleinen mittelalterlichen Fenster der Südseite vergrößert.
2010 fand die letzte Renovierung statt.

## Ausstattung
Das älteste Ausstattungsstück ist der Taufstein aus dem 13. Jahrhundert mit einem Taufdeckel von 1619 und einer Taufschüssel aus dem mittleren 18. Jahrhundert. Ebenfalls vorreformatorisch sind die Triumphkreuzgruppe und der thronende Christus mit den zwölf Apostel-Standfiguren, beide vom Anfang des 16. Jahrhunderts.
Die Kanzel von 1618 ist ein Werk der Spätrenaissance. Sie wird dem bedeutenden Bildschnitzer Heinrich Ringerink zugeschrieben. Auch der Taufdeckel von 1619 und der Altar von 1621 werden derselben Werkstatt zugeordnet.

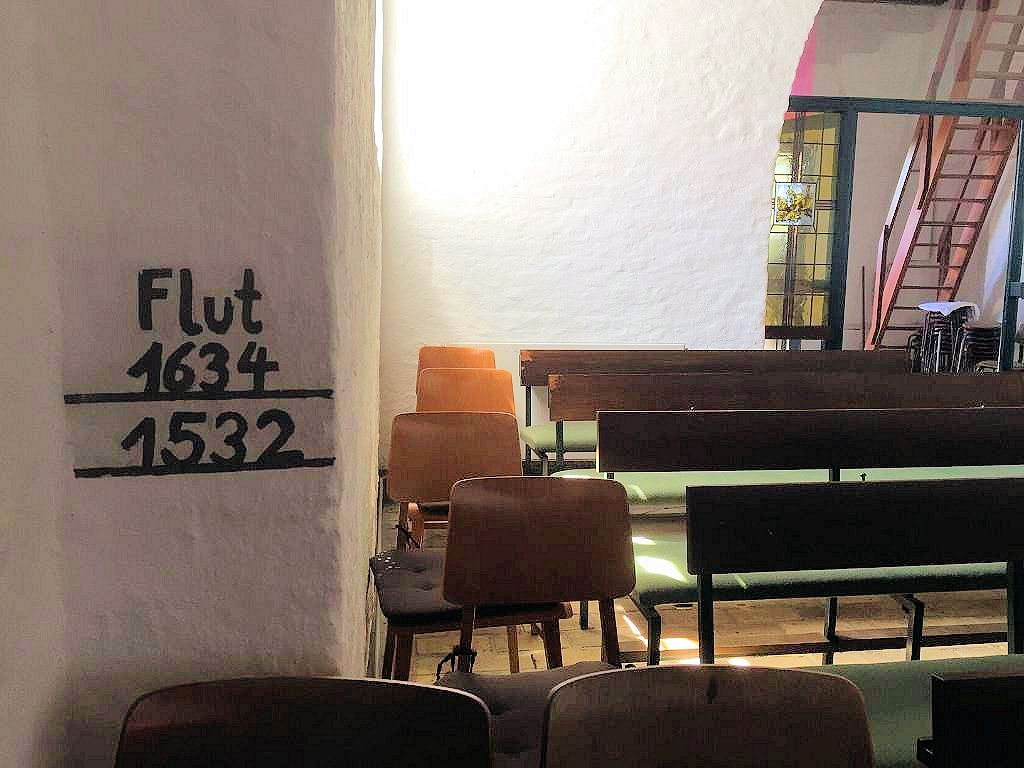
Flutmarken von 1532 und 1634
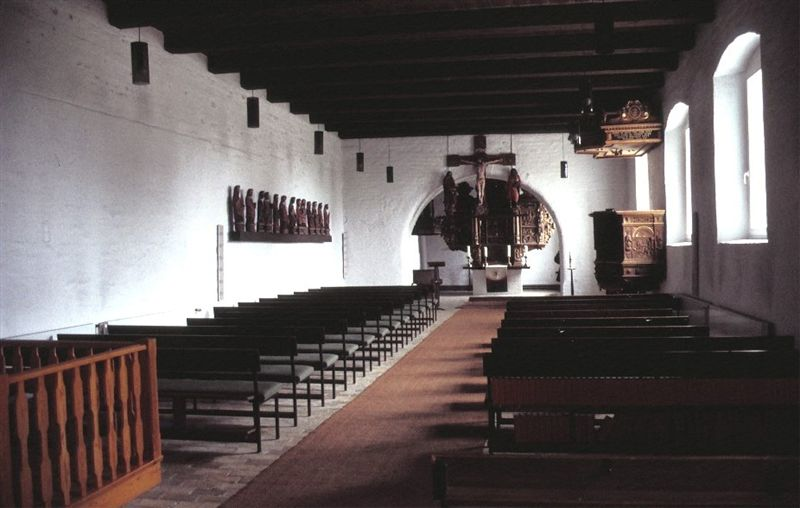
Kirchenraum
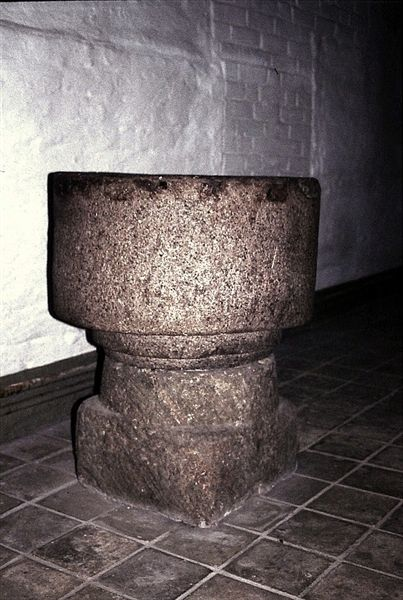
Taufbecken
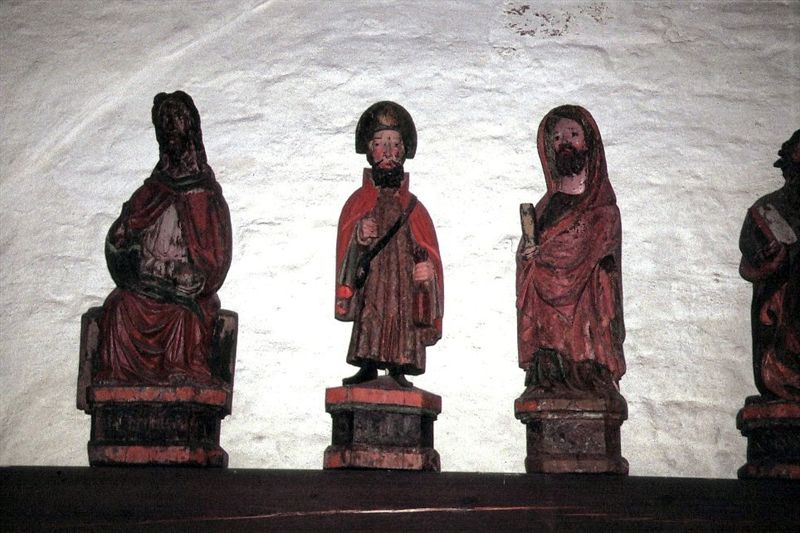
Apostel
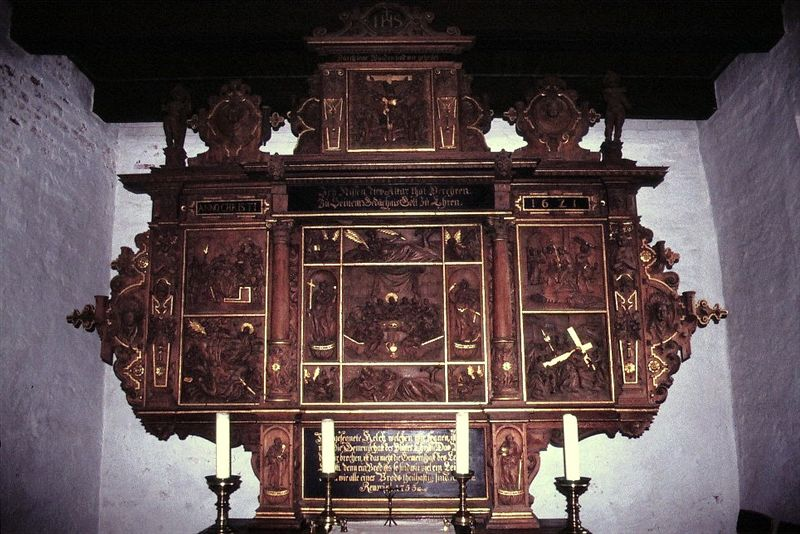
Altar
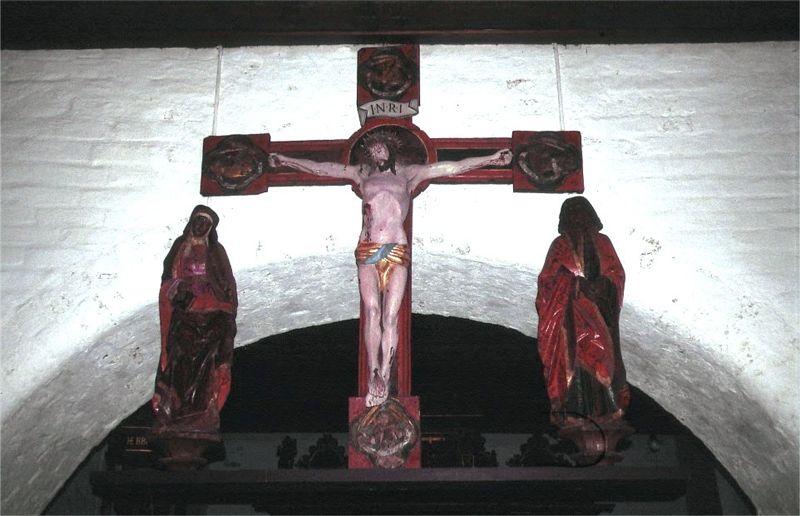
Kreuz

## Flutmarken

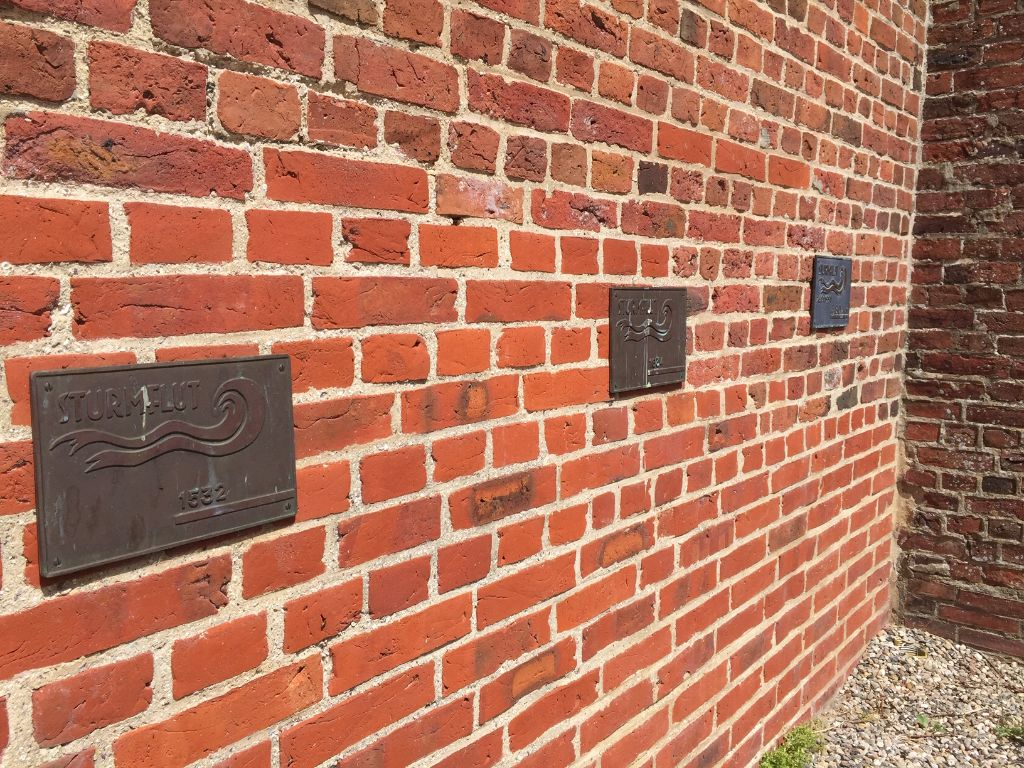
Flutmarken an der Außenwand

An ihrer Südwand finden sich Flutmarken von 1532 und 1634 (Burchardiflut, NN+4,30 m). Die Höhenmarke des Scheitelwertes der Allerheiligenflut 1532 (NN+4,16 m) gilt als die älteste einer Nordseesturmflut. Die innen auf der Südseite im Durchgang zur Sakristei angebrachten Markierungen sind prinzipiell die originalen Linien. Sie wurden bei Innenanstrichen der Kirche restauriert und entsprechen den historischen Fluthöhen. Außen am Turm sind die Flutmarken auf Bronzetafeln dargestellt.

## Pastoren
Im 17. und 18. Jahrhundert wurde die Pfarrstelle über mehrere Generationen an Sohn oder Schwiegersohn weitergegeben und blieb so über 150 Jahre in einer Familie. Bis in die Mitte des 19. Jahrhunderts hinein blieben alle Pastoren bis zu ihrem Lebensende im Dienst, bis 1856 Pastor Matthiesen von der dänischen Regierung entlassen wurde. Die Gemeinde hatte sich über Jahre geweigert, die durch die Sprachreskripte von 1851 vierzehntäglich angeordneten dänischsprachigen Gottesdienste zu besuchen, da sie im Alltag zwar eine Mischung aus Nordfriesisch und Sønderjysk sprach, aber die dänische Hochsprache, in der die Predigt gehalten werden sollte, nicht verstand. Als Nachfolger standen nur Dänen zur Wahl, weshalb die wahlberechtigten Bauern nach den unverstandenen Wahlpredigten die Wahl boykottierten. Der erste dänische Pastor Edvard Magnus Buch verließ die Gemeinde bald wieder. Auch bei der Wahl des Nachfolgers wurde der Bitte der Kirchenvorsteher, dass die Kandidaten der nächsten Wahl ihre Probepredigten auf Deutsch hielten, abgewiesen. Der gewählte dänische Pastor Christen Pram Gad gründete eine Schulbibliothek, die neben einigen deutschsprachigen Werken zur Religionspädagogik vor allem die neusten dänischen Lehrbücher zur dänischen Geschichte enthielt. Er wurde 1864 nach dem Deutsch-Dänischen Krieg entlassen.
- Olaus Broderus († 1612 nach 43-jähriger Amtszeit)
- Nicolaus Esmarch (1613–1655)
- Johannes Esmarch (1652–1666), Sohn und Adjunkt des Vorgängers und Vater von Nicolaus Ludwig Esmarch
- Marcus Esmarch (1667–1699), Vetter des Vorgängers, heiratete dessen Witwe
- Nikolaus Hoyer (1691–1729), Schwiegersohn und Adjunkt des Vorgängers
- Hieronymus Grauer (1730–1753), Schwiegersohn des Vorgängers
- Bernhard Caspar Kamphövener (1753–1776), Schwiegersohn des Vorgängers und Vater von Hieronymus Kamphövener
- Matthias Fries (1778–1787)
- Balthasar Stephanus Faber (1787–1794)
- Peter Lorenzen (1795–1802)
- Johann Matthiesen (1802–1842)
- Friedrich Wilhelm Matthiesen (1835–1856), Sohn und Adjunkt des Vorgängers, durch die dänische Regierung entlassen
- Edvard Magnus Buch (1857–1860), Däne, gegen den Willen der Gemeinde eingesetzt
- Christen Pram Gad (1860–1864), als Däne 1864 entlassen
- Friedrich Julius Heinrich Evers (1864–1868)

Bis 1620 gab es zusätzlich einen Diakon, der den Schuldienst versah. Diese Aufgabe übernahm später der Küster.